# Donnellsmithia submontana
Donnellsmithia submontana là một loài thực vật có hoa trong họ Hoa tán. Loài này được (J.M.Coult. & Rose) Mathias & Constance mô tả khoa học đầu tiên năm 1941.